# Днестровская железная дорога

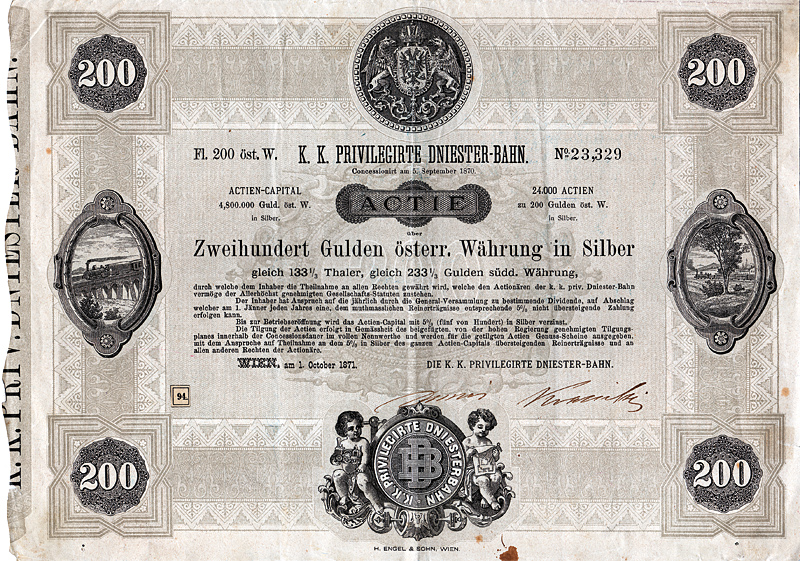
Акция Днестровской железной дороги номиналом 200 гульденов (1871)

Днестровская железная дорога — линия от Хырова до Стрыя, фрагмент сети железных дорог в Галиции (Галицкая трансверсальная линия, или Трансверсалбан), которая до Первой мировой войны была частью Австро-Венгерской империи. Днестровская железная дорога соединяла города Хыров, Самбор, Дрогобыч, Борислав и Стрый. Эта железная дорога была ответвлением Первой венгерско-галицкой железной дороги. Непосредственное строительство, а позже — управление осуществляло «Общество Днестровской железной дороги», образованное 30 августа 1872 года.
Идея строительства Днестровской железной дороги была прежде всего связана с эксплуатацией Бориславского нефтяного месторождения, которое тогда активно развивалось, а также с возможностью быстрее перебрасывать войсковые части и технику для более эффективной борьбы с внешними или внутренними врагами Австро-Венгерской империи (военное ведомство предлагало сначала построить линию Перемышль — Хыров — Стрый — Станислав с ответвлением от Стрыя до Львова).
Концессия на строительство Днестровской железной дороги была выдана 5 сентября 1870 года. Её получила группа влиятельных польских и австрийских промышленников и общественных деятелей во главе с графом Яном Краиньски. Консорциум графа Я. Красицки был освобождён от налогов на 30 лет, при условии отказа от правительственных гарантий прибыли.
Дорогу строили в течение двух лет, и 31 декабря 1872 года (в определённый концессией срок) открыли два её отрезка: 100,21 км Хыров — Стрый и 11,45 км Дрогобыч — Борислав. Суммарная длина составляла 112 километров. В первые пять лет на ней работало 8 паровозов (2 DB 1-2, 6 DB 3-8), 20 пассажирских вагонов и 192—194 товарных вагона.
За первый год существования дороги (1873 г.) она перевезла 126 тысяч человек. В 1874—1880 гг. это число сильно колебалось. Но в 1882 г. было перевезено уже 348 тысяч пассажиров. На линии курсировали пассажирские вагоны 1, 2 и 3 класса. В 1873—1881 гг. вагонами 1 класса ездило лишь 0,1—0,6 процента пассажиров, 2 класса — 3,1—8,4 %. Большинство, 87—95 %, ездило вагонами 3 класса.
В течение первых четырёх лет железной дорогой было перевезено 47—66 тысяч тонн разных товаров и багажа, наиболее всего в 1878 году — 201 тысяча тонн.
Отсутствие правительственных гарантий прибыли при убыточности эксплуатации привели к банкротству «Общества Днестровской железной дороги», 8 ноября 1875 года дорога перешла в собственность государства за 2 млн гульденов. С 18 марта 1876 года новым владельцем дороги стала организация под названием Первая Венгерско-Галицкая железная дорога, с 1884 года руководство было передано компании «Императорско-королевские австрийские государственные железные дороги».
В настоящий момент старая Днестровская железная дорога активно используется для пассажирских и грузовых перевозок.

## Фотографии

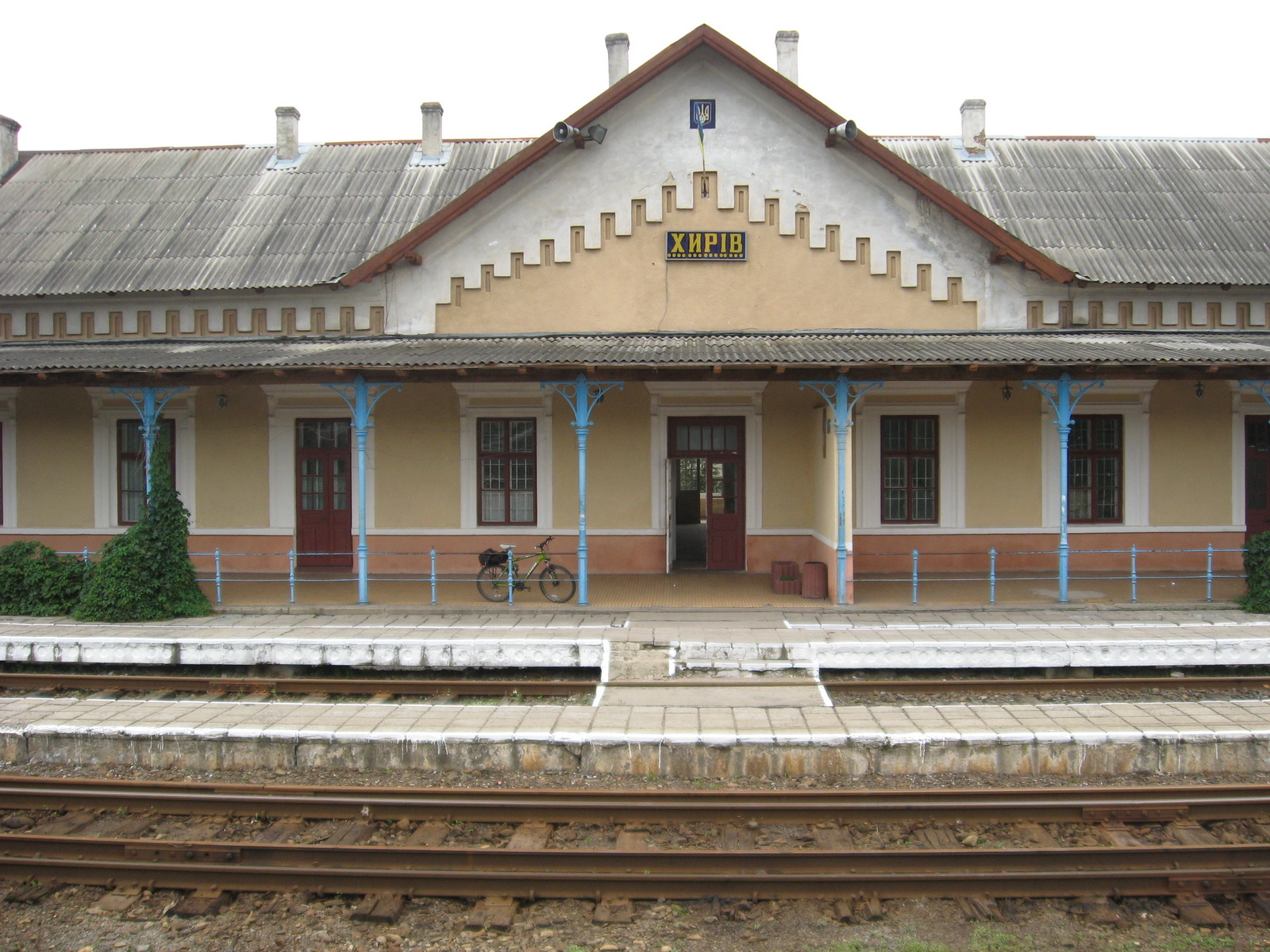
Вокзал в Хырове
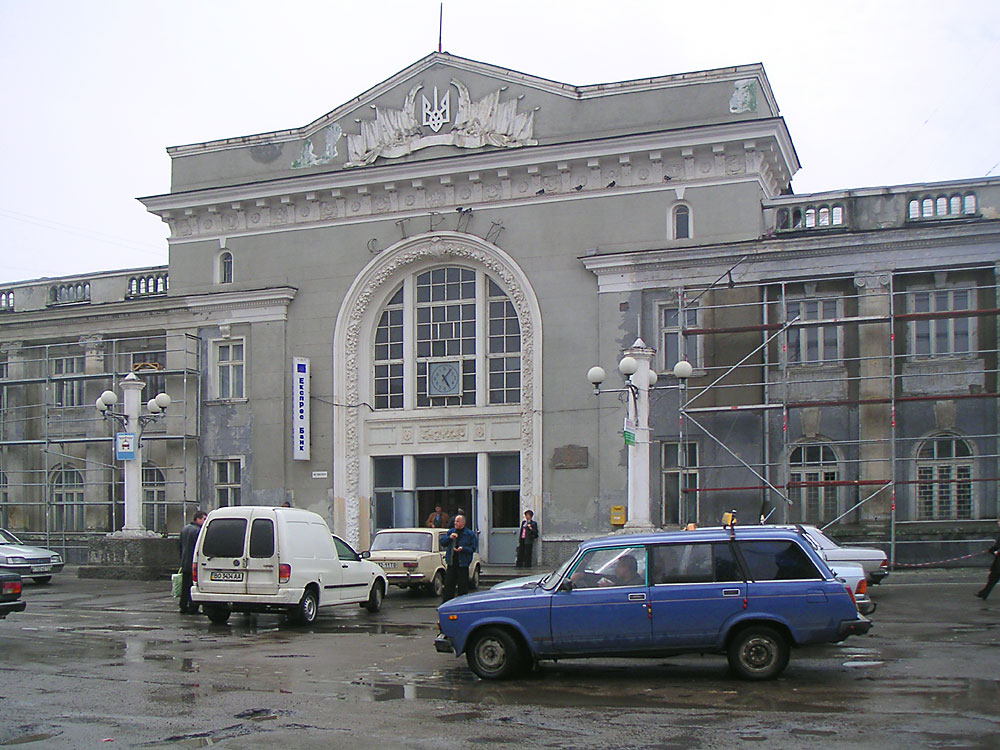
Вокзал в Стрые